# Tint de Dalt
El Tint de Dalt és una obra de Vilassar de Dalt (Maresme).

## Descripció
Construcció industrial formada per una nau de planta rectangular, pis i un altre cos, de planta baixa, adossat on hi ha una petita caseta, coberta a dues aigües, sobre el terrat amb la inscripció "Guarderia infantil".
El material constructiu bàsic de la nau és el maó vist, que configura, mitjançant la seva disposició, uns murs amb obertures, amb pilars i voltes d'estructura. La coberta és de teula. A la part superior de dues façanes hi ha una balustrada de maó i terrissa. D'altres murs estan arrebossats i pintats de blanc amb acabats de maó, com baranes i marcs per a finestres.
Hi ha altres cossos aïllats, petits i de més recents, amb sostres d'uralita.
Aquest conjunt arquitectònic no participa de cap estil, únicament d'una bona utilització del maó com a element constructiu i estètic.
Avui, l'edifici està abandonat.

## Història
Anomenada "el Tinta de Dalt" per la seva situació a la part alta de Vilassar, i amb relació a una altra fàbrica de tints, coneguda com a Tints de Baix.
Té la particularitat de conservar una petita guarderia infantil que empraven els fills de les treballadores. Era una indústria paral·lela al sector tèxtil que neix a la segona meitat del segle xix, formant part de la segona generació de fabricants de Vilassar. Cap al 1960, deixà de funcionar. Més tard fou utilitzada com a fusteria, que tancà al poc temps. L'Ajuntament va estar interessat per adequar-ho a equipament municipal, projecte que s'ha desestimat.